# Britt Reutersvärd
Britt Ingrid Margareta Lundbohm-Reutersvärd, född 16 april 1917 i Stockholm, död 2001 i Lund, var en svensk fil.kand., målare och tecknare. 
Hon var dotter till ingenjören Vilhelm Lundbohm och Maud Nordberg och från 1939 gift med Oscar Reutersvärd. Hon studerade teckning vid Académie de la Grande Chaumière i Paris 1939 samt målning i en av Akke Kumliens målningskurser i Stockholm 1944 och kroki i Paris i övrigt var hon autodidakt och bedrev självstudier under resor till Frankrike och Italien. Hon debuterade med separatutställningen Reliefer på Lilla Paviljongen i Stockholm 1956 och genomförde därefter ett stort antal separatutställningar. Tillsammans med Ingrid Thelander och Carl-Axel Lunding ställde hon ut på Galerie Brinken i Stockholm 1958 och tillsammans med Carin Cassel på Norrköpings konstmuseum 1960. Hon blev inbjuden att medverka i konstnärssammanslutningen Roter Reiters utställning i München 1957 och hon medverkade i samlingsutställningar med Sveriges allmänna konstförening, Riksförbundet för bildande konst och Föreningen Svenska Konstnärinnor. Hennes uppmärksammade genombrott blev med ett abstrakt asfaltmåleri i Jackson Pollock-stil. Hennes konst består av porträtt, Landskapsmåleri från Skåne, Halland och Öland utförda i olja, pastell, ripolin och stenkolstjära på papper, träpannå eller plexiglas. Reutersvärd finns representerad vid Moderna museet i Stockholm, Nasjonalgalleriet i Oslo, Malmö museum, Ystads konstmuseum, Norrköpings konstmuseum, Kalmar konstmuseum, museet för modern konst i Tokyo samt Osaka konstmuseum.